# Great Cumbrae
La isla Great Cumbrae (en gaélico escocés, Cumaradh Mòr), también conocida simplemente como Cumbrae o isla de Cumbrae,  es la mayor de las dos islas conjuntamente conocidas como The Cumbraes en el Fiordo de Clyde, al oeste de Escocia. La isla alberga el National Watersports Centre ("Centro nacional de deportes acuáticos"), la Catedral de las Islas y la University Marine Biological Station ("Estación universitaria de biología marina") en Millport; también hay un campo de golf que se extiende hasta casi la cima de la isla, y una carretera que la rodea y que es muy propicia para excursiones turísticas y familiares.

## Geografía
Great Cumbrae tiene 3,9 km de longitud y 2 de anchura, y su máxima elevación son los 127 metros del Glaidstane, una gran roca situada en la cima del monte más alto de la isla. Desde este punto es posible observar el panorama hasta más allá del Fiordo de Clyde, con Ben Lomond en el norte, y las islas de Bute y Arran, y más allá la península de Kintyre, e incluso hasta la isla de Jura, hacia el oeste. Hacia el sur se encuentra Aisla Craig, unos 60 km más allá de Little Cumbrae. En un día especialmente claro, puede llegar a verse incluso la costa de Irlanda del Norte.
Millport es la única ciudad de la isla, y se sitúa en una gran bahía en la costa sur de la isla. La población de Great Cumbrae era de 1.434 personas en 2001, aunque se incrementa de forma importante durante el verano, ya que muchas de las edificaciones son segundas residencias de veraneo.
La mayor parte de los terrenos de la isla están dedicados a la agricultura y la ganadería, salvo por los ocupados por el Millport Golf Club.
La isla es claramente visible desde los vuelos internacionales que atraviesan el Océano Atlántico desde el Aeropuerto Internacional de Glasgow.

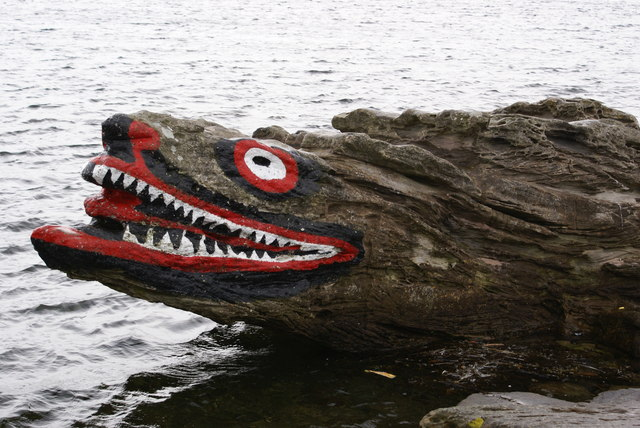
Roca cocodrilo, en la costa de Cumbrae, cerca de Millport.

## Geología
La isla se sitúa sobre la Falla de Great Cumbrae, que la recorre de noreste a suroeste. Alrededor de la falla pueden verse algunas formaciones de roca curiosas, que se han hecho populares entre los turistas: "la roca cocodrilo", "la cara del indio", "la roca león" o "la cara de la Reina Victoria". Varias de ellas han sido resaltadas con pinturas de colores.
La costa oeste de Cumbrae ofrece varios ejemplos de playas elevadas, en especial en el área que rodea Bell Bay, donde también se encuentra la mayor catarata de la isla, Horse Falls, que va a romper sobre el mar desde los acantilados.

## Historia
Great Cumbrae ha estado habitada desde el final de la última glaciación. Hubo una época en la que podían encontrarse en ella un buen número de menhires. En la Edad Media se cree que el rey vikingo Haakon IV de Noruega pudo usar esta isla como base antes de la Batalla de Largs (1263).
Cumbrae también ha estado muy unida a la expansión del cristianismo en Escocia. El Breviario de Aberdeen, imprimido en Edimburgo en 1509, cuenta la historia de dos de las primeras misioneras de la isla: Santa Beya y Santa Maura.
Durante muchos siglos la isla estuvo bajo una soberanía compartida, del Marqués de Bute en el oeste y el Conde de Glasgow en el este. En 1999 el último terrateniente feudal, John Crichton-Stuart, puso a la venta la isla, dando a los agricultores la posibilidad de comprarla a precio de salida.
En el siglo XX, con el aumento del turismo, Millport se convirtió en una parada habitual de los ferries y de las familias durante las fiestas y los fines de semana. Actualmente la mayor parte de los visitantes van a pasar el día a la isla, sobre todo con el crecimiento de los viajes organizados desde el extranjero. El ferry PS Waverley conecta la isla con Glasgow y Ayr durante el verano.

## Atractivos turísticos
- Catedral de las islas – William Butterfield, uno de los grandes arquitectos del neogótico, diseñó la catedral de la diócesis de Argyll y las Islas, para la Iglesia Episcopal de Escocia (Comunión anglicana). George Frederick Boyle, 6.º Conde de Glasgow, actuó como fundador y benefactor. La construcción finalizó en 1849 y la catedral se abrió en 1851. La catedral está rodeada de parques y bosques, y es al mismo tiempo el edificio más alto de Great Cumbrae, y la catedral más pequeña de las islas británicas (y probablemente de Europa)
- College of the Holy Spirit – Unido a la catedral, este antiguo seminario es ahora un asilo y el Argyll Diocesan Conference Centre. Fue la base para la Community of Celebration, de Fisherfolk, un grupo de aristas y músicos que decidieron compartir un estilo de vida benedictino durante los años 70 y 80.
- The Wedge – Residencia privada con la fachada más pequeña del Reino Unido: la anchura de la puerta.
- Museo de las Cumbraes - Situado en el fuerte originalmente construido para controlar y evitar el contrabando
- Estación de Biología Marina, Keppel Pier – Contiene un acuario con criaturas marinas del Fiordo de Clyde, y un museo en el que se narra la historia del mar y de la zona del Clyde. También ofrece residencia a alumnos de biología marina del Reino Unido, sobre todo durante los meses de verano.